# Міляєв Костянтин Сергійович
Костянтин Сергійович Міляєв (нар. 23 жовтня 1987, Новокузнецьк, Російська СРСР) — український стрибун у воду. Міляєв представляв Україну на літніх Олімпійських іграх 2008 року в Пекіні, де він брав участь у змаганнях на платформі для чоловіків. У попередньому раунді він посів двадцяте місце з тридцяти стрибунів, загальний бал 410,20 очок після шести спроб.